# ریچارد ریوردن
ریچارد ریوردن (انگلیسی: Richard Riordan; ۱ مهٔ ۱۹۳۰ – ۱۹ آوریل ۲۰۲۳) بازرگان، وکیل و سیاست‌مدار اهل ایالات متحده آمریکا بود. وی از اعضای حزب جمهوری‌خواه بود و طی سال‌های ۱۹۹۳ تا ۲۰۰۱ به عنوان شهردار لس آنجلس خدمت کرد. او در انتخابات فرمانداری کالیفرنیا در سال ۲۰۰۲ ناموفق بود و در انتخابات مقدماتی جمهوری‌خواهان شکست خورد.

## زندگی شخصی و میراث
کتابخانه مرکزی ریچارد جی ریوردن در لس آنجلس به نام او نامگذاری شده‌است. ریوردن صاحب کافه اصلی پنتری بود که از سال ۱۹۲۴ در لس آنجلس فعالیت داشت و همچنین کافه گولد استونز مالیبو که از سال ۱۹۷۲ باز است.
ریوردن چهار بار ازدواج کرد و دارای پنج فرزند بود که دو تای آنها قبل از او فوت کردند. او در ۱۹ آوریل ۲۰۲۳ در سن ۹۲ سالگی در خانه برنت وود درگذشت.